# صحافة الترفيه

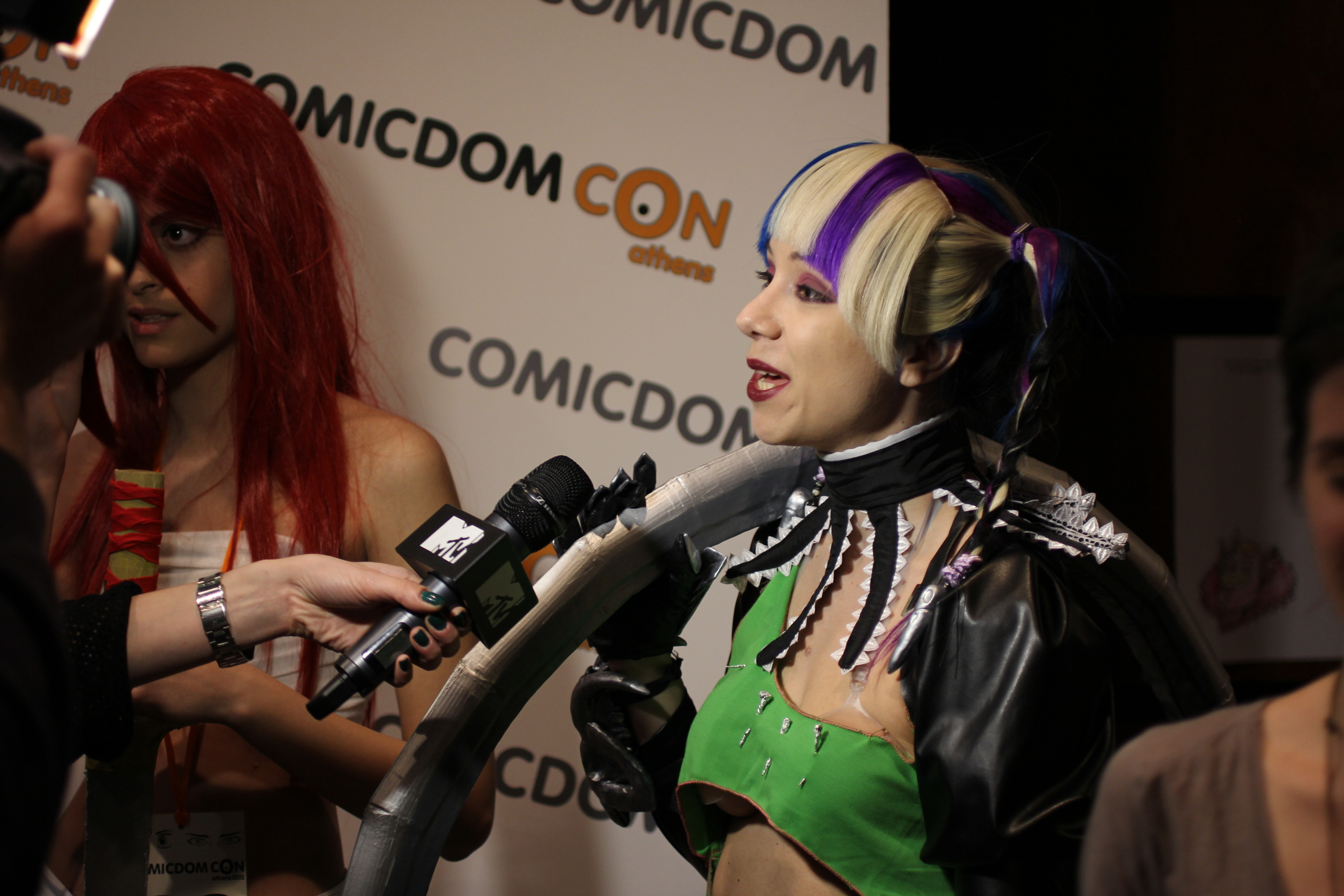

صحافة الترفيه هي شكل من أشكال الصحافة التي تركز على الأعمال الخاصة بالترفيه ومنتجاتها. ومثل صحافة الموضة، تغطي صحافة الترفيه الأخبار الخاصة بالصناعة مع استهداف الجماهير العامة بما يتجاوز أولئك العاملين في المجال الصناعي ذاته. وتشتمل الأشكال الشائعة لها على التلفزيون والنقد السينمائي وصحافة الموسيقى وصحافة ألعاب الفيديو وتغطية المشاهير.